# Calle Rey Jorge (Tel Aviv)
La Calle Rey Jorge (en hebreo: רחוב המלך ג'ורג) es una calle en Tel Aviv, Israel. La calle se extiende desde la Plaza de Masaryk, en el norte de la plaza Magen David, en el sur, donde se encuentra con la calle Allenby, el Mercado Carmel, la calle Nahalat Binyamin, y Simta Plonit. La calle lleva el nombre del Rey Jorge V del Reino Unido, que fue el monarca durante el mandato británico de Palestina.
A principios de la década de 1920, la calle se llamaba "Calle Carmel" En 1935, se cambió a su nombre actual, para celebrar el evento de las Bodas de Plata del Rey. La sección occidental de la calle todavía se llama "Calle Carmel", que es donde se encuentra el mercado de Carmel.